# Adrien Boichis
Adrien Boichis, né le 2 janvier 2003, est un coureur cycliste français spécialiste de VTT cross-country.

## Biographie
Adrien Boichis commence sa carrière cycliste sur un VTT, où il pratique le cross-country. 
En 2021, à Val di Sole, il est champion du monde de cross-country juniors (moins de 19 ans) et champion du monde du relais par équipe mixte (avec Mathis Azzaro, Léna Gérault, Tatiana Tournut, Line Burquier et Jordan Sarrou). La même année, il est également champion de France de cross-country juniors. 
Avec son passage chez les espoirs (moins de 23 ans), il rejoint l'équipe Trinity Racing en 2022, qui participe à des compétitions sur route, de VTT et de cyclo-cross. Après une saison d'apprentissage sans résultats notables, il s'impose en VTT parmi les meilleurs coureurs espoirs du monde en 2023. Sacré champion de France de cross-country espoirs, il décroche le titre européen en cross-country espoirs début juillet 2023. Il est ensuite médaillé d'argent derrière le local Charlie Aldridge aux mondiaux de cross-country espoirs, disputés en août à Glentress Forest près d'Édimbourg. Lors de la Coupe du monde de VTT espoirs, il monte sur le podium dans 14 des 16 courses en cross-country et cross-country short track, dont sept fois en tant que vainqueur. Cela lui permet de remporter le classement général dans ses deux disciplines.
En 2024, il tombe malade lors de la manche de Coupe du monde au Brésil. Il doit prendre trois mois de repos complet et n'obtient aucun résultat sportif cette saison. Il est ainsi mis hors jeu pour se qualifier pour les Jeux olympiques de Paris.
Pour la saison 2025, il rejoint l'équipe VTT Specialized Factory Racing et devient simultanément membre de l'équipe sur route Red Bull-Bora-Hansgrohe Rookies, également équipée de vélos Specialized. Il a comme objectif de participer à moitié à des courses sur route et à moitié à des courses de VTT. Le 16 mars, il remporte le classement général de l'Istrian Spring Tour, qui est également la première victoire de l'équipe Red Bull-Bora-Hansgrohe Rookies.

## Palmarès en VTT

### Championnats du monde
- Val di Sole 2021
  -  Champion du monde de cross-country juniors
  -  Champion du monde du relais mixte (avec Mathis Azzaro, Léna Gérault, Tatiana Tournut, Line Burquier et Jordan Sarrou)
- Glasgow 2023
  -  Médaillé d'argent du cross-country espoirs
  -  Médaillé d'argent du relais mixte (avec Julien Hemon, Loana Lecomte, Line Burquier, Anaïs Moulin et Jordan Sarrou)

### Coupe du monde
- Coupe du monde de cross-country espoirs
  - 2023 : 1er du classement général, vainqueur de deux manches

- Coupe du monde de cross-country short-track espoirs
  - 2023 : 1er du classement général, vainqueur de cinq manches

- Coupe du monde de cross-country
  - 2024 : 62e du classement général

- Coupe du monde de cross-country short-track
  - 2024 : 45e du classement général

### Championnats d'Europe
- Cracovie 2023
  -  Champion d'Europe de cross-country espoirs
  -  Médaillé d'argent du cross-country short-track
  -  Médaillé d'argent du relais mixte (avec Julien Hemon, Noémie Garnier, Line Burquier, Anaïs Moulin, et Mathis Guay)
- Melgaço 2025
  -  Champion d'Europe de cross-country espoirs
  -  Champion d'Europe de cross-country short-track espoirs
  -  Médaillé de bronze du cross-country short-track

### Championnats de France
- 2021
  -  Champion de France de cross-country juniors
- 2023
  -  Champion de France de cross-country espoirs
- 2025
  -  Champion de France de cross-country espoirs

## Palmarès sur route

### Par années
- 2025
  - Classement général de l'Istrian Spring Tour
  - 2e du championnat de France sur route espoirs

### Classements mondiaux
| Année                                 | 2023  |
| ------------------------------------- | ----- |
| Classement mondial                    | 2627e |
|                                       |       |
| Légende : nc = non classéSource : UCI |       |